# Митино (Можайский район)
Митино — деревня в Можайском районе Московской области в составе Порецкого сельского поселения. Численность постоянного населения по Всероссийской переписи 2010 года — 8 человек. До 2006 года Митино входило в состав Порецкого сельского округа.
Деревня расположена на северо-западе района, недалеко от границы со Смоленской областью, примерно в 40 км от Можайска, на левом берегу Москва-реки, у впадения левого притока Мошна, высота центра над уровнем моря 217 м. Ближайшие населённые пункты —
- Новопокров (деревня)
- Чернево (деревня)
- Острицы-2 (деревня)